# Dora Gerson
Dora Gerson (ur. 23 marca 1899 w Berlinie, zm. 14 lutego 1943 w Auschwitz) – niemiecka aktorka kina niemego żydowskiego pochodzenia.

## Życiorys
W latach 1922–1924 pierwsza żona Veita Harlana – niemieckiego reżysera i aktora, autora narodowosocjalistycznych filmów propagandowych.
Została zamordowana wraz z rodziną w niemieckim obozie Auschwitz.

## Filmografia
- Auf den Trümmern des Paradieses (In the Rubble of Paradise)
- Die Todeskarawane (The Death Caravan)